# Shyla Jennings
Shyla Jennings, pseudonimo di Brenda Reshell Kibler (Stoccarda, 16 giugno 1989), è un'attrice pornografica statunitense.

## Biografia e carriera pornografica
Shyla Jennings è nata a Stoccarda il 16 giugno 1989, figlia di un militare ed è cresciuta in Texas. Ha origini olandesi e spagnole. Jennings ha fatto il suo debutto nel porno a 20 anni nel 2009 con il film Barely Legal 102. Ha scelto come pseudonimo Shyla, la dea del sesso e dell'amore, e Jennings in quanto rappresenta l'idea della ragazza della porta accanto.
Jennings è dichiaratamente e apertamente bisessuale e si è distinta per le sue scene lesbiche.
Nel 2014 e il 2016 ha vinto agli AVN Awards il premio All-Girl Performer of the Year. Nel 2018 è stata Pet of the Month di aprile per la rivista Penthouse.

## Riconoscimenti
- AVN Awards
  - 2014 – All-Girl Performer of the Year[13]
  - 2016 – All-Girl Performer of the Year[14]
  - XBIZ Awards
  - 2021 – Best Sex Scene - Virtual Reality per Wedding Night Cuckold con Charlotte Stokely[15]
- XRCO Award
  - 2017 – Best Lesbian Performer[16]